# استان کورونل پورتیو
استان کورونل پورتیو (به اسپانیایی: Provincia de Coronel Portillo) یک استان در پرو است که در منطقه اوکایالی واقع شده‌است. استان کورونل پورتیو ۳۶٬۲۳۵٫۹۵ کیلومتر مربع مساحت و ۳۸۴٬۱۶۸ نفر جمعیت دارد.